# Macroptilium gracile
Macroptilium gracile är en ärtväxtart som först beskrevs av George Bentham, och fick sitt nu gällande namn av Ignatz Urban. Macroptilium gracile ingår i släktet Macroptilium och familjen ärtväxter. Inga underarter finns listade i Catalogue of Life.